# 曹祖庆
曹祖庆（1924年1月19日—），男，汉族，江苏高邮人，中国电厂热能动力及其自动化专家，1946年毕业于厦门大学机械系，历任东南大学讲师、副教授、教授、博士生导师，国务院学位委员会第二届学科评议组成员，享受国务院政府特殊津贴专家。曹祖庆先生是国内汽轮机研究鼻祖，长期从事于汽轮机运行特性、数学模型的教学与研究工作。主编《汽轮机原理》、《大型汽轮机组典型事故及预防》等书籍。其中，《汽轮机变工况特性》获部委一等奖。